# Luis Lemus
Luis Enrique Lemus Dávila (Aguascalientes, 21 april 1992) is een Mexicaans wielrenner die anno 2018 rijdt voor Israel Cycling Academy. Daarvoor reed hij voor Airgas-Safeway en drie seizoenen voor het Amerikaanse continentale team Jelly Belly.
In 2016 nam Lemus deel aan de wegwedstrijd op de Olympische Spelen in Rio de Janeiro, maar reed deze niet uit.

## Overwinningen
2012
 Mexicaans kampioen op de weg, Elite
 Mexicaans kampioen op de weg, Beloften
2013
 Mexicaans kampioen op de weg, Elite
2014
 Mexicaans kampioen op de weg, Beloften
2e etappe Ronde van Hokkaido
2016
 Mexicaans kampioen op de weg, Elite

## Ploegen
- 2012 –  Jelly Belly Cycling
- 2013 –  Jelly Belly p/b Kenda
- 2014 –  Jelly Belly p/b Maxxis
- 2015 –  Airgas-Safeway Cycling Team
- 2016 –  Cycling Academy Team
- 2017 –  Israel Cycling Academy
- 2018 –  Israel Cycling Academy

Aiken · Darville · C.Easter · G.Easter · Gagne · Gottlieb · Horner · Lemus · Lyons · Mauch · McCutcheon · Meacham · Medina · Rodrigues · Vincent
Boivin · Craven · Dempster · Díaz · Goldstein · Lemus · Lowndes · Neilands · Perry · Räim · Sagiv · Schreurs · Turek · Williams · van Winden · Yechezkel · Einhorn (stagiair) · Niv (stagiair) · Sessler (stagiair)
Ávila · Boivin · Dempster · Díaz · Earle · Enger · Gebremedhin · O. Goldstein · R. Goldstein · Hermans · Jensen · Lemus · Neilands · Niv · Perry · Plaza · Räim · Sagiv · Sbaragli · Schreurs · Turek · Williams · van Winden · Yechezkel